# Kallima philippensis
Kallima philippensis är en fjärilsart som beskrevs av Hans Fruhstorfer 1898. Kallima philippensis ingår i släktet Kallima och familjen praktfjärilar. Inga underarter finns listade i Catalogue of Life.